# Opel Speedster
Der Opel Speedster ist ein Roadster von Opel, der von März 2001 bis Juli 2005 angeboten wurde.
Der Speedster basiert auf der Lotus Elise, wurde im Werk von Lotus im englischen Hethel hergestellt und trägt werksintern die Bezeichnung Lotus Type 116. Die britische Opel-Schwester Vauxhall verkaufte ihn als Vauxhall VX 220.
Im März 1999 wurde der Wagen auf dem Genfer Auto-Salon vorgestellt. Der erste Speedster verließ im März 2001 die Werkshallen Hethel als ein silbernes Modell mit dem 2,2-l-Saugmotor. In der ebenfalls aus dem Jahre 2001 stammenden Filmkomödie Viktor Vogel war der Speedster Thema der Handlung, was Opel in seiner Hauszeitschrift Start (Ausgabe 01/2001) zur Vermarktung nutzte.
Für die Serienproduktion war ursprünglich ein Kontingent von 10.000 Fahrzeugen geplant. Da die Nachfrage nicht den Erwartungen entsprach, wurde die Produktion am 22. Juli 2005 nach 7207 Exemplaren eingestellt.
Das letzte produzierte Fahrzeug war ein schwarzer Vauxhall VX 220 Turbo mit der Fahrgestellnummer 7998. Der letzte Opel Speedster war ein silberfarbenes Turbomodell mit der Fahrgestellnummer 7970. Die 789 nicht genutzten Fahrgestellnummern sind darauf zurückzuführen, dass nach dem Erscheinen des 2,0-l-Turbo fast keine Fahrzeuge mit dem 2,2-l-Saugmotor mehr abgesetzt wurden.

## Speedster 2.2

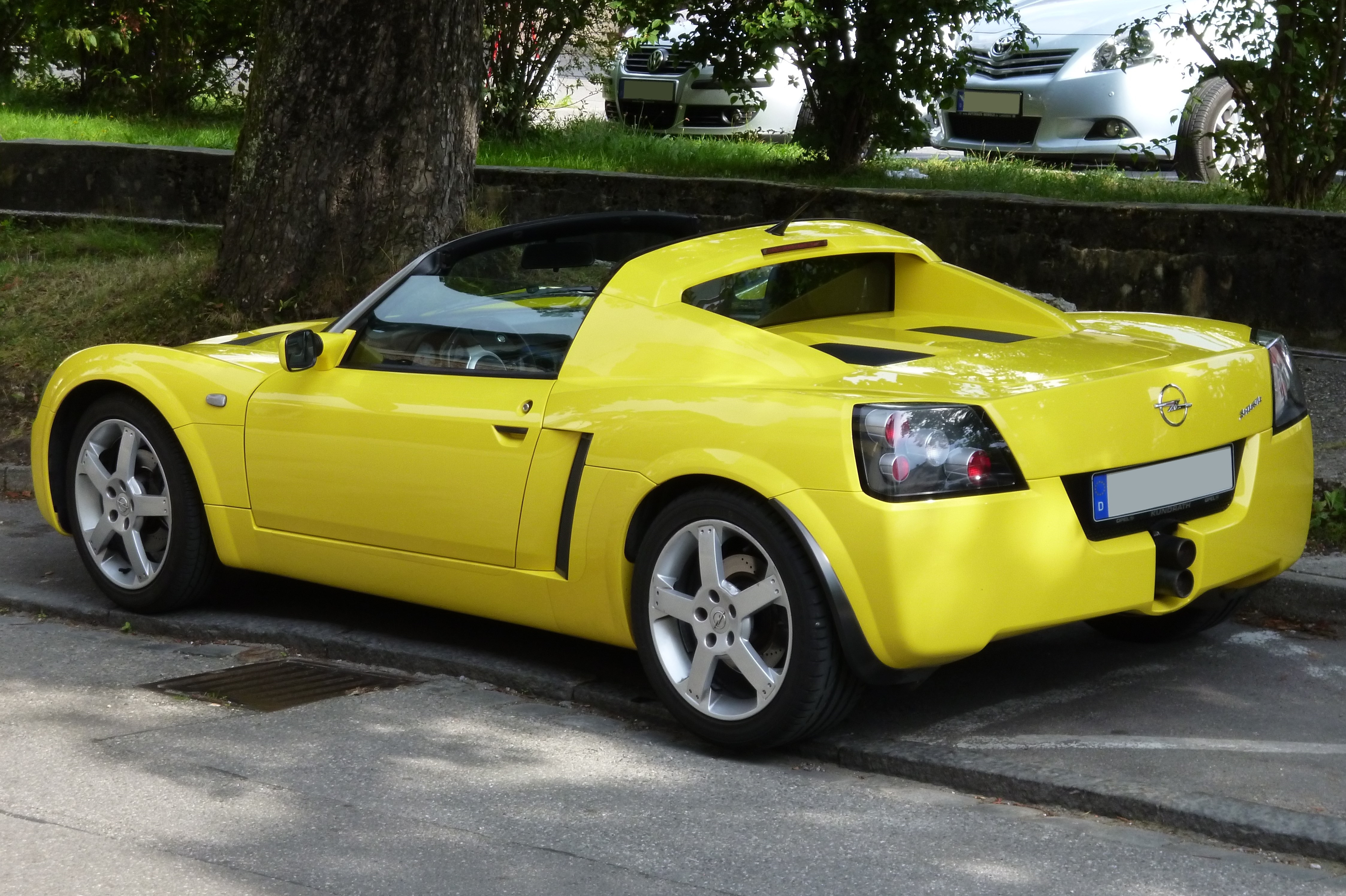
Heckansicht

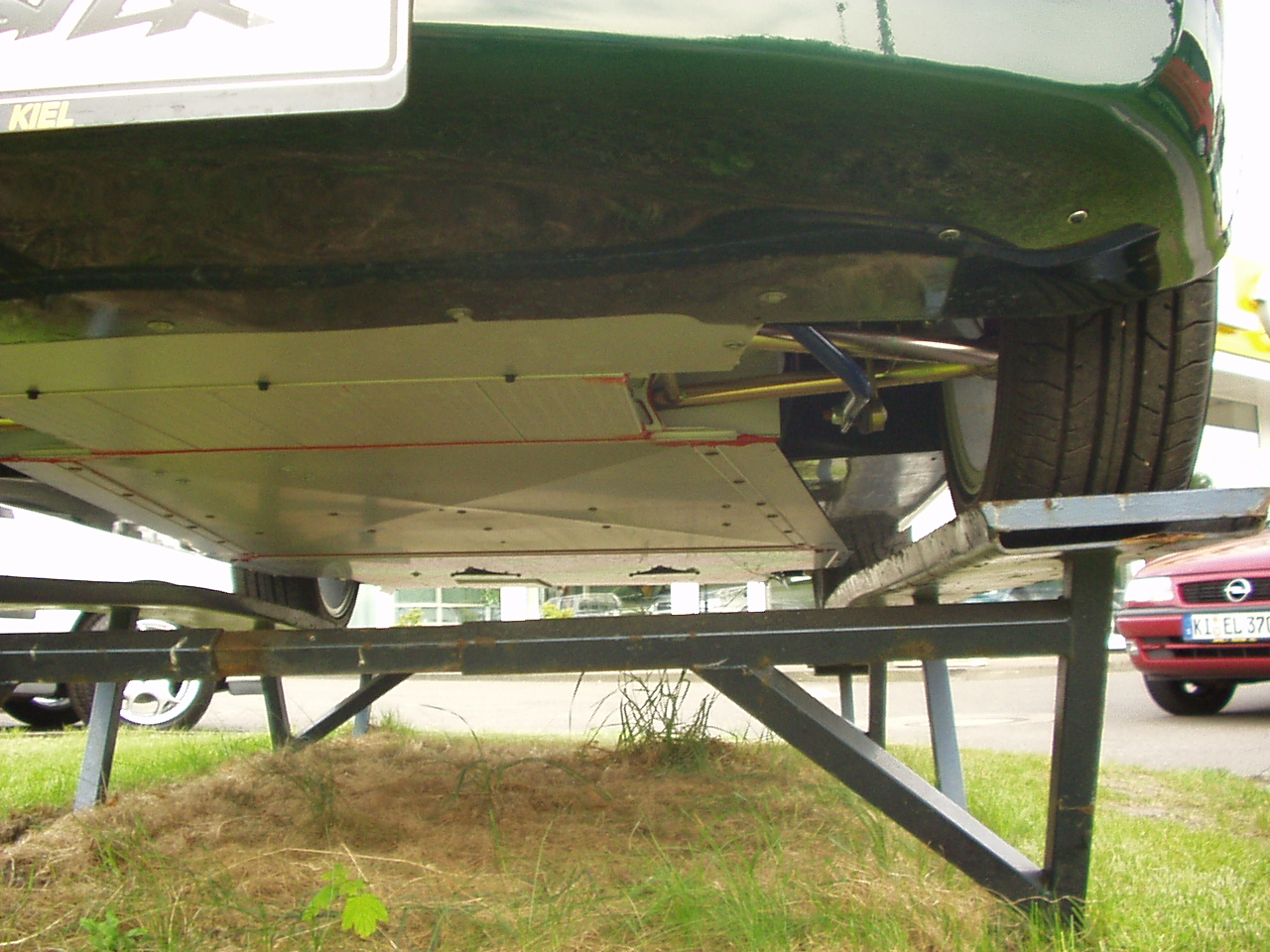
Unterboden

Charakteristisch für den Speedster sind seine spartanische Innenausstattung, die geringe Höhe von 111,7 cm, die Beschleunigung (0–100 km/h in 5,9 Sekunden) und die sportlichen Fahreigenschaften. Die Höchstgeschwindigkeit beträgt 217 km/h, das Leergewicht lediglich 870 kg, die maximale Zuladung 205 kg.
Der Reihenvierzylinder-Ecotec-Motor mit 2198 cm³ (2,2 l) Hubraum des Speedster leistet 108 kW (147 PS) und hat ein maximales Drehmoment von 203 Nm. Er wurde auch im Zafira A, Vectra B und C und dem Astra G verwendet. Der Motor ist quer vor der Hinterachse eingebaut, daher lasten 63 % des Gewichtes auf den angetriebenen Hinterrädern. Die Räder sind einzeln an doppelten Dreiecksquerlenkern aufgehängt, die vier Scheibenbremsen sind innenbelüftet.
Das Chassis ist aus Aluminium gefertigt, jedoch weitgehend nicht verschweißt, sondern geschraubt/genietet und geklebt, was dem Fahrzeug eine hohe Steifigkeit verleiht. Der Unterboden ist vollständig verkleidet. Die nicht selbsttragende Karosserie besteht aus glasfaserverstärktem Kunststoff. Serienmäßig war ein Stoffdach in den Farben schwarz, rot, blau oder grün, gegen Aufpreis war auch ein Hardtop aus GFK erhältlich. Serienmäßig war weiterhin eine Alarmanlage sowie eine verstellbare Lendenwirbelstütze in den Schalensitzen, die entweder mit schwarzem Stoff oder mit Leder in rot, schwarz, beige, blau oder grün geordert werden konnten.
Der Opel Speedster hat kein Ersatzrad (auch kein Notrad), dafür ein Pannenspray zur Abdichtung von Reifenschäden.
Die Insassen werden durch einen integrierten Überrollbügel geschützt. Zudem ist ein Fahrerairbag im 32-cm-Momo-Lenkrad integriert, einen Beifahrerairbag gibt es nicht.
Das einzige elektronische Hilfsmittel ist ABS, auf Traktionskontrolle sowie Servolenkung wird verzichtet. Die Drosselklappe ist elektronisch gesteuert, das Getriebe wird manuell über Seilzüge geschaltet und bei der Lenkung handelt es sich um eine Zahnstangenlenkung.
Der Opel Speedster war in den Uni-Lackierungen schwarz, calypsorot, british racinggreen und colmarblau erhältlich. Gegen Aufpreis waren auch eine Zweischicht-Brillant-Lackierung in gelb, eine Zweischicht-Metallic-Lackierung in silber sowie Zweischicht-Mineraleffekt-Lackierungen in Mandarin, europablau, rabiatarot, capriegelb und Le Mans grün erhältlich.
Der Basispreis lag im Jahr 2000 bei 63.500 DM (32.500 €). Der über eine kleine Öffnung zugängliche Kofferraum fasst 206 Liter Gepäck.
Um das Fahrzeug, das im Grenzbereich zum Übersteuern über das Heck neigt, für ein breiteres Publikum leichter fahrbar zu gestalten, wurde der Speedster vorn lediglich mit einer 175er Bereifung auf 5,5×17er Felgen ausgeliefert. Dies führt im normalen Betrieb eher zu einem Untersteuern, das heißt, das Auto schiebt über die Vorderräder. Gerade hierdurch ist der Speedster jedoch bei schnellen Lastwechseln schwer beherrschbar, da er vom Untersteuern schlagartig zum Übersteuern wechselt. Viele Opel Speedster wurden daher mit anderer Bereifung ausgerüstet, auch weil der Hersteller Bridgestone die Produktion dieser Reifen 2018 einstellte. Die Dimension 175/55 R 17 wurde exklusiv nur für den Speedster und den Lotus Europa gefertigt.

## Speedster 2.0 Turbo

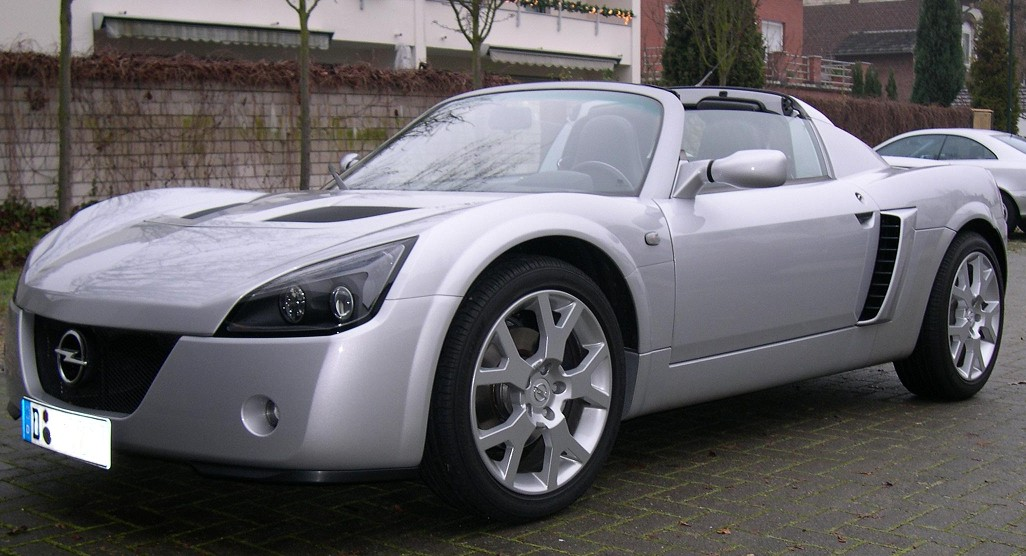
Opel Speedster 2.0 Turbo (2003–2005)

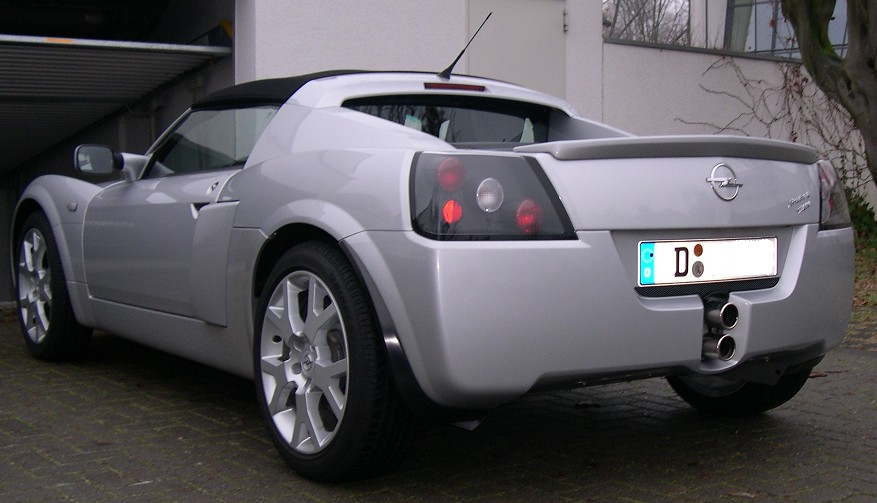
Heckansicht

Ab September 2003 gab es eine 2,0-l-Turbo-Variante (Z20LET, 1998 cm³ Hubraum, Verdichtung 8,8:1. Bohrung und Hub jeweils 86 mm) mit 147 kW (200 PS) und 250 Nm maximalem Drehmoment. Der Speedster wurde zum Ende seiner Bauzeit ausschließlich mit diesem Motor angeboten, den es außerdem in den OPC-Modellen des Zafira-A und Astra G (Limousine und Caravan) sowie im Astra-G Coupé und im Cabrio gab. Das Gewicht des Wagens erhöhte sich unter anderem wegen des schwereren Motors auf 930 kg. Er beschleunigt das Fahrzeug in 4,9 Sekunden von 0 auf 100 km/h und die Höchstgeschwindigkeit beträgt 243 km/h.
Die Turbo-Variante hatte ein mehr neutral abgestimmtes Fahrwerk, andere Räder, einen Wasser-Öl-Wärmetauscher, eine zusätzliche elektrische Hilfswasserpumpe, einen Frontgrill ohne Steg und Seitenteile mit ausgestellten Lufteinlässen sowie einer Heckabrisskante zur Reduktion des Auftriebs. Außerdem gibt es Unterschiede bei den Frontscheinwerfern, Heckleuchten (innen schwarz statt silber), der Heckklappe und dem Hardtop. Wegen des Turboladers am Mittelmotor fiel der Kofferraum im Heck geringfügig kleiner aus. Ebenfalls aufgrund des Motors ist das Bodenblech hinten abweichend zur Saugervariante.
Der Innenraum wurde aufgewertet: So waren in Verbindung mit gegen Aufpreis erhältlichen Ledersitzen auch die Schaltkonsole und die innere Türverkleidung des Speedster Turbo mit Leder bezogen. Das Kombiinstrument hatte beim Turbo eine Schaltlampe, eine LCD-Balkenanzeige statt der Digitalanzeige für den Tankinhalt sowie ein leicht modifiziertes Design. Auch war das Kombiinstrument beim Turbo nicht von der Firma Stack. Der Neupreis für das Basismodell des Turbo lag bei 36.500, später bei 36.865 Euro.

## Vauxhall-Derivate VX 220/VX 220 Turbo/VXR 220

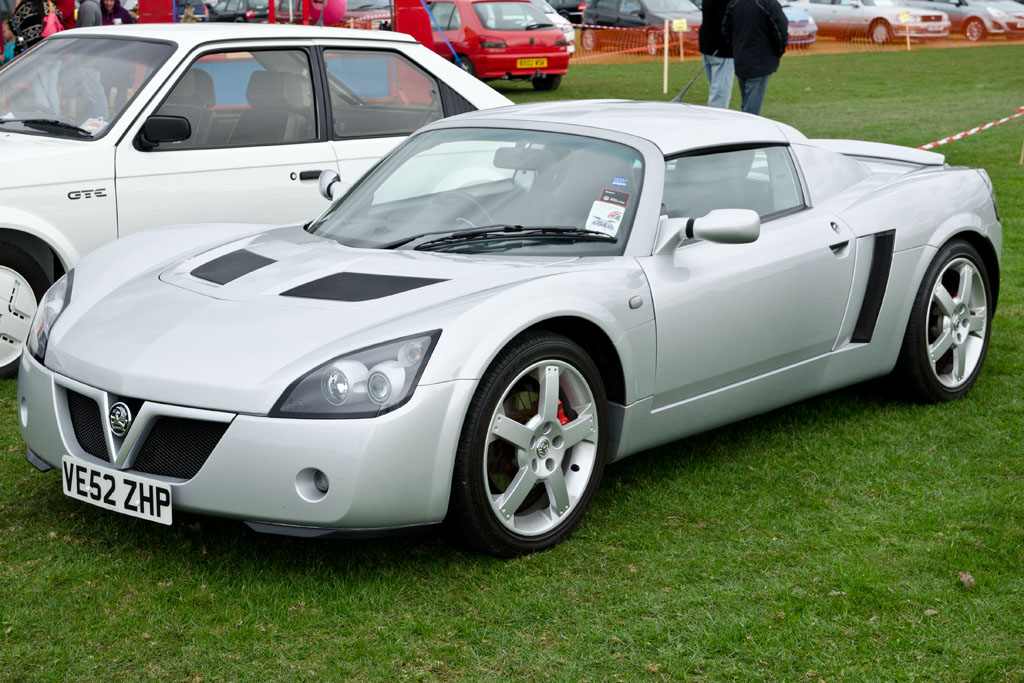
Vauxhall VX220

Im Vereinigten Königreich wurde der Speedster unter dem Namen Vauxhall VX 220 (2,2 Liter Hubraum) und VX 220 Turbo (2,0 Liter Hubraum) mit nahezu gleichem Aussehen verkauft. Die offensichtlichen Unterschiede beschränkten sich auf die verschiedenen Logos und Typbezeichnungen am Fahrzeug. Anfänglich kamen die gleichen Motoren wie im Opel Speedster zum Einsatz, Ende 2003 folgte dann die sportlichste Serienversion, der Vauxhall VXR 220 (162 kW/220 PS und 210 lb ft/285 Nm) mit einer leistungsgesteigerten Variante des Turbomotors, Lotus-Sportsitzen, Speedline-Alurädern (Vorderachse 16- bzw. 17-Zoll-Rädern an der Hinterachse), Semi-Slick-Reifen von Yokohama, angepasstem ABS und wahlweise einem Öhlins-Gewindefahrwerk. Die VXR-Modelle waren durchgehend nummeriert und auf 65 Stück limitiert (wobei auch eine Nr.00 für das Vauxhall-Museum gefertigt wurde), 61 bzw. 62 Stück wurden in der Farbe Calypsorot ausgeliefert und je ein Fahrzeug in den Farben Moonlandgrau, Brillantgelb, Chagallblau und Saphirschwarz.
2004 war ein als Daewoo umgelabelter Speedster auf dem Flughafen in Seoul ausgestellt, zu einem Vertrieb dieses Modells in Korea kam es allerdings nie.

## Technische Daten
|                                            | 2.2 Ecotec               | 2.0 Turbo                |
| ------------------------------------------ | ------------------------ | ------------------------ |
| Bauzeitraum                                | 03/2001–09/2004          | 09/2003–07/2005          |
| Motorart                                   | Ottomotor                | Ottomotor                |
| Motortyp                                   | Reihenmotor              | Reihenmotor              |
| Motorkennbuchstaben                        | Z22SE (L61)              | Z20LET (L70)             |
| Motoraufladung                             | –                        | Turbolader               |
| Zylinder/Ventile                           | 4/16                     | 4/16                     |
| Hubraum                                    | 2198 cm³                 | 1998 cm³                 |
| max. Leistung bei Drehzahl                 | 108 kW (147 PS) 5800/min | 147 kW (200 PS) 5500/min |
| max. Drehmoment bei Drehzahl               | 203 Nm 4000/min          | 250 Nm 1950–5300/min     |
| Antriebsart                                | Hinterradantrieb         | Hinterradantrieb         |
| Getriebeart                                | 5-Gang-Schaltgetriebe    | 5-Gang-Schaltgetriebe    |
| Leergewicht                                | 945 kg                   | 1005 kg                  |
| maximale Zuladung                          | 205 kg                   | 145 kg                   |
| Beschleunigung 0–100 km/h                  | 5,9 s                    | 4,9 s                    |
| Höchstgeschwindigkeit                      | 217 km/h                 | 243 km/h                 |
| Kraftstoffverbrauch auf 100 km, kombiniert | 8,6 l Super              | 8,5 l Super              |
| CO2-Emission, kombiniert                   | 206 g/km                 | 202 g/km                 |
| Abgasnorm nach EU-Klassifikation           | Euro 3                   | Euro 3                   |

## Sondermodelle/Studien

### Opel Speedster „Scorpions“

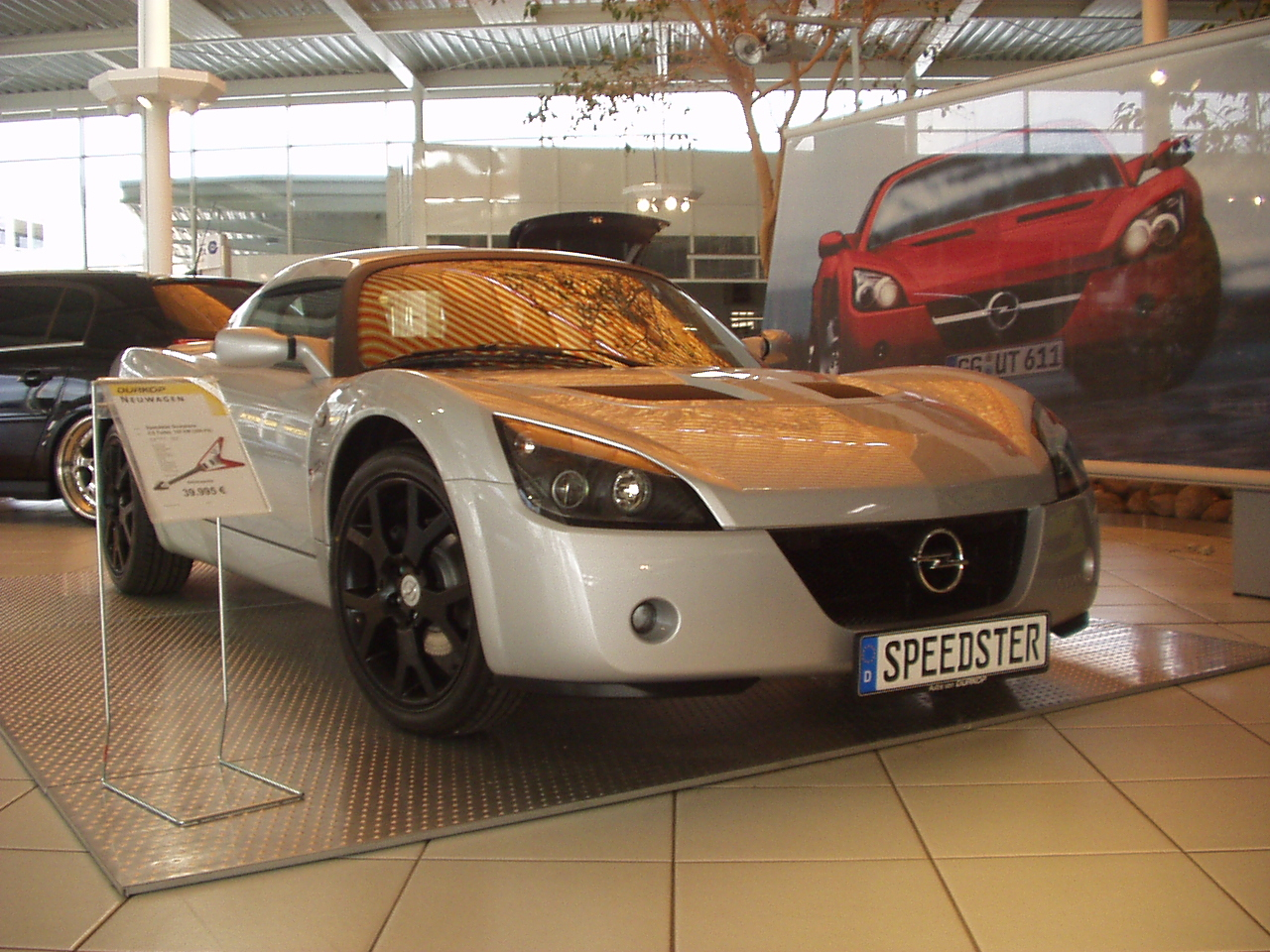
Opel Speedster „Scorpions“ (Gitarre ist auf dem Preisschild abgebildet)

Vom Speedster Turbo gab es eine auf 60 Exemplare limitierte Sonderversion „Scorpions“, benannt nach der gleichnamigen hannoverschen Band. Diese Variante unterschied sich lediglich optisch vom normalen Speedster (schwarz lackierte Räder, schwarzer statt silberner Scheibenrahmen, „Speedster Scorpions“ statt „Speedster Turbo“-Schriftzug am Heck und „Scorpions“-Schriftzug anstelle der eingravierten vierstelligen Limitnummer im Armaturenbrett). Ausgeliefert wurde die nur in silbermetallic lackierte Scorpions-Variante mit einer E-Gitarre Gibson Flying V, die die Band signiert hatte, sowie einer fast kompletten Ausstattung (Fußmatten, Fußraste, schwarze Lederausstattung, Hardtop, Zentralverriegelung und CD-Radio). Ausstattungsbereinigt betrug der Preisvorteil 3765 Euro gegenüber einem normalen Turbo. Der Listenpreis für die Sonderversion betrug 39.995 Euro.
Zustande kam diese Zusammenarbeit der Scorpions mit Opel anlässlich eines Konzerts im Mai 2003 in Rüsselsheim. Zitat des Gitarristen Rudolf Schenker: „Am nächsten Tag haben wir uns mit einigen von den Oberen anlässlich eines Abendessens getroffen und man schlug uns vor, dass Opel ein Sondermodell des Speedster mit unserem Namen drauf machen würde.“ Schenker stellte daraufhin den Kontakt mit Gibson her und so bekam jeder Käufer „eine von allen Band-Mitgliedern unterschriebene Flying V auf den Rücksitz (sic!) gepackt“. Als Grund nannte Schenker, dass er ein Gitarren-Fanatiker sei.

### Eco Speedster

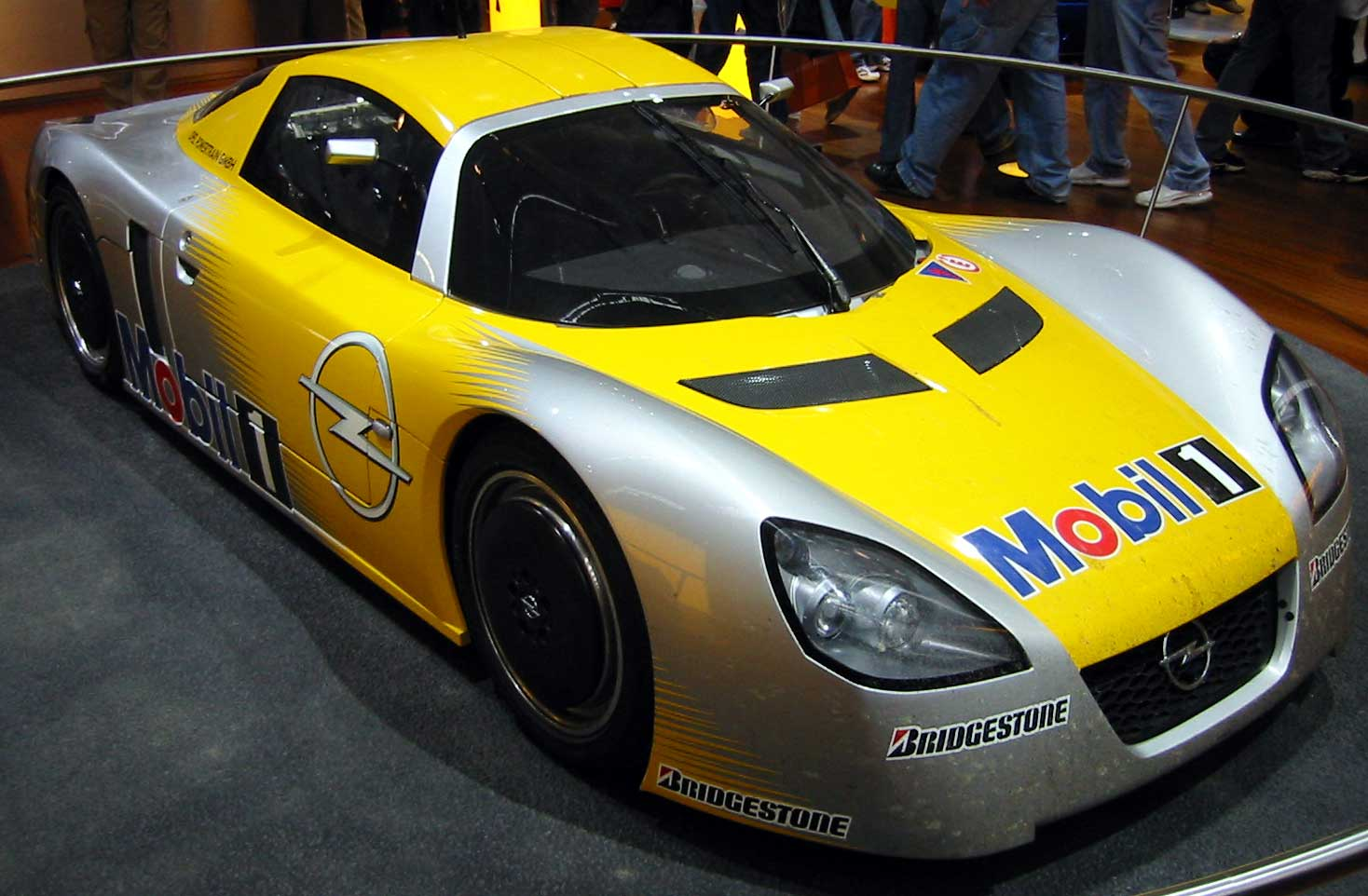
Eco Speedster auf der IAA 2003

Neben der Serienversion des Opel Speedster wurde 2002 auf dem Pariser Automobilsalon auch eine, von einem 1,3-Liter-Common-Rail-Dieselmotor angetriebene Studie vorgestellt. Der sogenannte Eco Speedster hatte eine Höchstgeschwindigkeit von 250 km/h und verbrauchte 2,5 Liter Diesel auf 100 Kilometer. Bei einer 24-Stunden-Testfahrt im Juli 2003 stellte der Eco Speedster 17 internationale Rekorde auf. Dabei kam es 55 Minuten vor Schluss zu einem dramatischen Finale, als das Fahrzeug mit Elektronikproblemen die Box ansteuerte und der Motor nicht wieder ansprang. Das Fahrerteam, das bis dahin 16 der 17 internationalen Rekorde aufgestellt hatte, entschloss sich, den Eco Speedster die letzte Runde zu schieben. Der Schlussfahrer bewegte schließlich das Rekordfahrzeug per Anlasserkraft über die Ziellinie.

## Verwandte Modelle

### Lotus Europa S
Der Motor des Speedster Turbo wird auch in dem 2006 vorgestellten Lotus Europa S eingesetzt. Viele weitere Bauteile sind mit denen des Opels gleich oder wurden weiterentwickelt. Der Europa S ist weniger spartanisch konzipiert und wird als Gran Turismo von Lotus vermarktet.

### Opel GT
Aus Marketingsicht gilt der Anfang 2007 eingeführte Opel GT als Nachfolger des Speedster. Er baut jedoch auf der Kappa-Plattform des GM Mutterkonzerns auf (wie auch Saturn Sky, Pontiac Solstice und Daewoo G2X), hat einen Frontmotor und ist mit einem Leergewicht von 1406 kg deutlich schwerer als der Opel Speedster.

## Zulassungszahlen
Zwischen 2001 und 2005 sind in der Bundesrepublik Deutschland 2958 Opel Speedster neu zugelassen worden. Mit 808 Einheiten war 2002 das erfolgreichste Verkaufsjahr.
|  |

|  |

|  |

|  |

|  |

|  |

|  |

|  |

|  |

|  |

|  |

|  |

|  |

|  |

|  |

|  |

|  |

|  |

|  |

|  |

|  |

|  |

|  |

|  |

|  |

|  |

|  |

|  |

|  |

|  |

|  |

|  |

|  |

|  |

|  |

|  |

|  |

|  |

|  |

|  |

|  |

|  |

|  |

|  |

|  |

|  |

|  |

|  |

|  |

|  |

|  |

|  |

|  |

|  |

|  |

|  |

|  |

|  |

|  |

|  |

|  |

|  |

|  |

|  |

|  |

|  |

|  |

|  |

|  |

|  |

|  |

|  |

|  |

|  |

|  |

|  |

|  |

|  |

|  |

|  |

|  | Benziner (2.958) |

|  | Benziner (2.958) |

## Gegenwart
Am 1. Januar 2022 waren laut KBA noch 1073 Speedster 2.2 (Schlüsselnummer 419) und 372 Speedster Turbo (Schlüsselnummer 493) in Deutschland zugelassen.
Am 1. Januar 2024 waren laut KBA noch 1058 Speedster 2.2 (Schlüsselnummer 419) und 365 Speedster Turbo (Schlüsselnummer 493) in Deutschland zugelassen.